# Tunica dartos

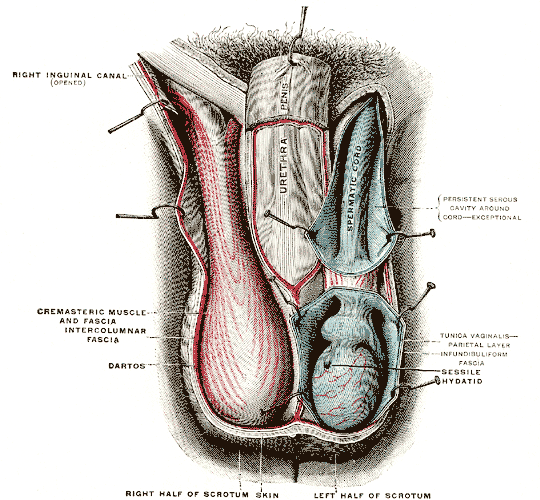
Menschlicher Hoden mit seinen Hüllen

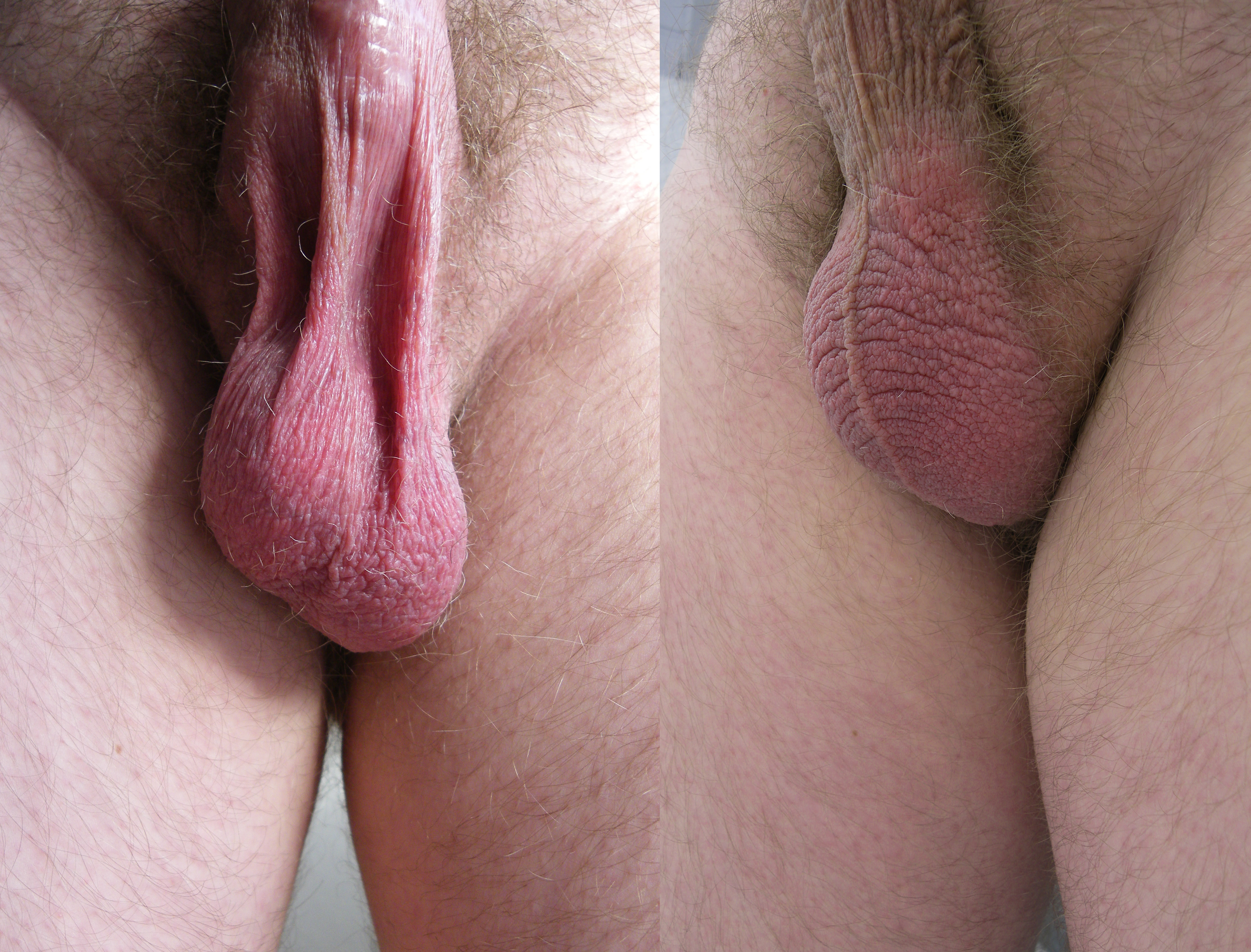
Haut des Hodensacks

Die Tunica dartos (von altgriechisch δαρτός dartos, deutsch ‚abgehäutet, wie rohes Fleisch‘) ist, beim Mann, eine dünne Schicht glatter Muskelfasern in der Penisvorhaut, der Schafthaut des Penis und in der Haut des Hodensacks sowie, bei der Frau, in den großen Schamlippen. Im Hodensack dient sie der Temperaturregulierung der Hoden, die zur Produktion fruchtbarer Spermien 2 bis 3 °C kälter sein müssen als der Körperkern. Zieht sich die Muskelschicht des Hodensacks zusammen, wird die Haut runzlig und somit die Oberfläche kleiner, wodurch weniger Körperwärme verloren geht, die Hoden also wärmer werden. Umgekehrt führt die Erschlaffung der Tunica dartos zu einer größeren Oberfläche des Hodensacks und damit zu einer Abkühlung der Hoden. Ob auch der Hodenhebermuskel in ähnlicher Weise der Temperaturregulierung der Hoden dient, ist inzwischen umstritten.
Die Innervation der Tunica dartos erfolgt über α1-adrenerge Synapsen der sympathischen Fasern des Ramus genitalis des Nervus genitofemoralis.
Beim älteren Mann kann der Muskeltonus der Tunica dartos nachlassen, so dass der Hodensack tiefer nach unten hängt.